# Meronymie
Meronymie (van het Grieks meros, deel en onoma, naam) is een begrip uit de woordsemantiek. Het duidt de semantische relatie  "x is een deel van y" aan, zoals in de uitdrukking "de klink van de deur": de klink is een deel van de deur.
Het woord dat het "deel" benoemt, noemt men een meroniem van het "geheel".  Klink is hier dus een meroniem van deur.
De omgekeerde relatie "geheel-deel" is holonymie. Het woord dat het geheel benoemt (deur) is dan een holoniem van het deel.
Het automatisch opsporen van semantische relaties, waaronder meronymie, is een belangrijke taak in de computationele taalkunde.
In het semantisch netwerk WordNet zijn de semantische relaties meronymie en holonymie aangegeven.

## Vormen van meronymie
Meronymie komt in verschillende gedaanten voor. Winston et al. (1987) onderscheidden zes soorten:
1. onderdeel-integraal voorwerp (component-integral object). Dit is de meest voor de hand liggende meronymie, de relatie tussen onderdelen en het voorwerp waartoe ze behoren, die kan uitgedrukt worden als "is een onderdeel van" (voorbeeld: de wielen van een auto, een hoofdstuk in een boek);
2. lid-van-verzameling (member-collection), bijvoorbeeld een schip dat deel uitmaakt van een vloot of een speler die deel uitmaakt van een ploeg;
3. portie-massa (portion-mass): hierin is het "deel" gelijkaardig aan het "geheel", als in "een snede is een deel van een brood":  deze relatie kan men ook schrijven met "stuk", als in "een snede is een stuk brood", "een stuk taart", enz.; dit gaat niet met de voorgaande relaties (men zegt niet "een wiel is een stuk auto" of "een schip is een stuk vloot");
4. stof-object (stuff-object): bijvoorbeeld het staal van een fiets of de zuurstof in de lucht. Deze relatie kan men schrijven met "is gedeeltelijk": de fiets is gedeeltelijk (van) staal, lucht is gedeeltelijk zuurstof; of "is geheel": het venster is (geheel) van glas;
5. kenmerk-activiteit (feature-activity): hierin is "deel" een kenmerk of een fase van een activiteit of proces, zoals "betalen is een deel van winkelen", "Operatie Overlord is een deel van de Tweede Wereldoorlog";
6. plaats-gebied (place-area), dit is de relatie tussen een specifieke locatie en het gebied waarvan het deel uitmaakt: "een oase is een deel van een woestijn", "de penaltystip is een deel van het voetbalveld".

De eerste vier soorten hebben betrekking op fysieke voorwerpen of entiteiten; de andere op activiteiten en ruimtelijke gebieden. Gerstl (1995) maakt dit onderscheid niet, maar focust enkel op de vorm van deel-geheel-relaties wat betreft hun samenstellende structuur, op een schaal gaande van homogeen over uniform naar heterogeen, en onderscheidt drie soorten:
1. COMPLEX-COMPONENT-relaties, waarbij een heterogene COMPONENT zowel fysiek als ruimtelijk/temporeel samengesteld kan zijn; bijvoorbeeld een auto en zijn onderdelen;
2. COLLECTION-ELEMENT-relaties waarbij een COLLECTION samengesteld is uit elementen die alle in dezelfde relatie staan tot het geheel; bijvoorbeeld een vloot en de schepen die er deel van uitmaken;
3. MASSA-QUANTITY-relaties waarbij MASSA een homogene entiteit is; bijvoorbeeld een brood dat kan verdeeld worden in een aantal stukken.

## Meronymie en meronomie
Meronymie mag men niet verwarren met meronomie, wat een hiërarchische classificatiemethode is gebaseerd op de relatie "deel-geheel". Kenmerkend voor meronomie is dat ze transitief is: Als A deel is van B en B deel is van C, dan is A deel van C. De semantische relatie meronymie is niet noodzakelijk transitief: "de klink van onze voordeur" en "de voordeur van ons huis" zijn normale meronymieën, maar "de klink van ons huis" is geen zinvolle uitdrukking.

## Verwante relaties
Meronymie kan men soms verwarren met andere semantische relaties, vooral deze die insluiting of bezit uitdrukken, zoals
- Ruimtelijke insluiting: een ding is ingesloten door een ander maar maakt er geen deel van uit (voorbeeld: "de jas in de kleerkast");
- hyponymie of klasse-insluiting ("een roos is een bloem", "een poedel is een hond");
- eigenschap of attribuut ("het gewicht van Karel", "de hoogte van de toren");
- eigenaar-bezit ("de auto van Karel").